# Amélie Nothomb
Fabienne Claire Nothomb, más conocida como Amélie Nothomb (Kobe, Japón; 13 de agosto de 1967), es una escritora belga en lengua francesa, elegida miembro de la Real Academia de la lengua y de la literatura francesas de Bélgica.

## Biografía
Debido a la profesión de su padre, diplomático belga, vivió en Japón, en China, los Estados Unidos, Laos, Birmania y Bangladés. Habla japonés y trabajó como intérprete en Tokio. Desde 1992 ha publicado una novela cada año, siempre los meses de agosto. 
Amélie ha vivido en muchos sitios. Encuentra el horror de la guerra y la pobreza, se refugia en el mundo dorado de la infancia, junto a su hermana mayor, con la que permanece muy próxima. A los diecisiete años descubre Europa y más precisamente Bruselas, ciudad en la que se siente extraña y extranjera. Estudia filología románica en la Universidad Libre de Bruselas, pero su apellido evoca en Bélgica a una familia de la alta burguesía católica y a un bisabuelo de extrema derecha, lo que no favorece su integración en una universidad de tendencias liberal-socialistas (sobre ello escribió una novela semibiográfica, Antichrista). Una vez licenciada, regresa a Tokio y entra a trabajar en una gran empresa japonesa. Posteriormente relató esta experiencia penosa en su novela Estupor y temblores (Stupeur et tremblements), Gran Premio de Novela de la Academia Francesa en 1999, y fue llevada al cine por Alain Corneau en 2003. 
Regresa a Bélgica y publica Higiene del asesino (Hygiène de l'assassin) en 1992. Es el comienzo de un éxito fulgurante, este libro fue redactado después de una trágica visión de la muerte de su hermano a manos de un borracho. En adelante, la autora puede vivir de la literatura, su pasión. Se dedica a esa actividad al menos cuatro horas diarias, y afirma escribir tres novelas al año, de las que sólo publica una.
De su estilo se ha opinado que es valioso y pedante pero a la vez cómico y con mucho carácter; nadie niega la vivacidad de sus relatos, la precisión del vocabulario, la originalidad de los temas y una mordacidad constante[cita requerida]. Algunas de sus novelas (Péplum, Cosmética del enemigo) están constituidas de un único diálogo entre dos personajes. Maneja magistralmente el arte de lo absurdo. Fascinada por la fealdad y la monstruosidad, destaca por la descripción de personajes de rasgos extremos. Sus obras giran siempre, en sus palabras, en torno al enfrentamiento entre dos personajes, o un personaje y una situación (Higiene del asesino, naturalmente; Atentado, Las catilinarias, son ejemplos evidentes).

En su libro Sed aborda la religión, tema controversial en su vida porque se crio en una familia muy católica, de hecho sus padres crearon el partido católico de derecha (Partido Católico Belga).
No estoy escribiendo este libro para conmocionar, es un acto de amor atreverse a decir lo que está mal, lo que no podemos soportar.
Es la autora favorita de la editorial Albin Michel. 
Entre sus autores favoritos destacan Mishima, Diderot, Tanizaki, Montherlant y Proust. Y, entre los vivos, a Éric-Emmanuel Schmitt, Simon Leys, Jacqueline Harpman, Nathalie Gassel, Yōko Ogawa, Kazuo Ishiguro. También menciona con frecuencia a Céline.
Recibió el Premio Leteo en 2006.
En 2002 Amélie Nothomb escribe 6 textos del tercer álbum de la cantante RoBERT así como una biografía novelada. (Diccionario de nombres propios).

## Reconocimientos
En 2021 fue reconocida con el premio Renaudot por su novela Premier Sang.

## Obras

### Novela
Las obras marcadas con un asterisco (*) son autobiográficas.

En las marcadas con doble asterisco (**), la autora se sitúa en la trama sin que por ello la obra tenga un carácter autobiográfico marcado.
- Higiene del asesino (Hygiène de l'assassin, 1992). Trad. de Sergio López, publicada por Circe en 1996.[9] Premio René-Fallet y Premio Alain-Fournier.
- El sabotaje amoroso* (Le Sabotage amoureux, 1993). Trad. de Sergi Pàmies, publicada por Anagrama en 2003. Premio de la Vocation y Premio Chardonne.
- Las Catilinarias (Les Catilinaires, 1995). Trad. de Concha Serra y Ana María Moix, publicada por Circe en 1997.
- Peplum** (Péplum, 1996). No traducida al español.
- Atentado (Attentat, 1997). Trad. de de Mónica Boada y Ana María Moix, publicada por Circe en 1998.
- Mercurio (Mercure, 1998). No traducida al español.
- Estupor y temblores* (Stupeur et tremblements, 1999). Trad. de Sergi Pàmies, publicada por Anagrama en 2004. Gran Premio de novela de la Academia Francesa.
- Metafísica de los tubos* (Métaphysique des tubes, 2000). Trad. de Sergi Pàmies, publicada por Anagrama en 2001.
- Cosmética del enemigo (Cosmétique de l'ennemi, 2001). Trad. de Sergi Pàmies, publicada por Anagrama en 2003.[10]
- Diccionario de nombres propios** (Robert des noms propres, 2002). Trad. de Sergi Pàmies, publicada por Anagrama en 2004.
- Antichrista** (Antéchrista, 2003). Trad. de Sergi Pàmies, publicada por Anagrama en 2005.
- Biografía del hambre* (Biographie de la faim, 2004). Trad. de Sergi Pàmies, publicada por Anagrama en 2006.
- Ácido sulfúrico (Acide sulfurique, 2005). Trad. de Sergi Pàmies, publicada por Anagrama en 2007.[11]
- Diario de Golondrina (Journal d'Hirondelle, 2006). Trad. de Sergi Pàmies, publicada por Anagrama en 2008.
- Ni de Eva ni de Adán* (Ni d'Ève ni d'Adam, 2007). Trad. de Sergi Pàmies, publicada por Anagrama en 2009. Premio de Flore.[12][13]
- Ordeno y mando (Le Fait du prince, 2008). Trad. de Sergi Pàmies, publicada por Anagrama en 2010. Gran Premio Jean Giono.
- El viaje de invierno (Le Voyage d'Hiver, 2009). Trad. de Sergi Pàmies, publicada por Anagrama en 2011.
- Una forma de vida* (Une Forme de vie, 2010). Trad. de Sergi Pàmies, publicada por Anagrama en 2012.[14][15]
- Matar al padre** (Tuer le père, 2011). Trad. de Sergi Pàmies, publicada por Anagrama en 2013.
- Barba Azul (Barbe bleue, 2012). Trad. de Sergi Pàmies, publicada por Anagrama en 2014.[16][17]
- La nostalgia feliz (La Nostalgie heureuse, 2013). Trad. de Sergi Pàmies, publicada por Anagrama en 2015.
- Pétronille (Pétronille, 2014). Trad. de Sergi Pàmies, publicada por Anagrama en 2016.[18]
- El crimen del conde Neville (Le Crime du comte Neville, 2015). Trad. de Sergi Pàmies, publicada por Anagrama en 2017.[19]
- Riquete el del Copete (Riquet à la houppe, 2016). Trad. de Sergi Pàmies, publicada por Anagrama en 2018.[20]
- Golpéate el corazón (Frappe-toi le coeur, 2017). Trad. de Sergi Pàmies, publicada por Anagrama en 2019.[21]
- Los nombres epicenos (Les Prénoms épicènes, 2018). Trad. de Sergi Pàmies, publicada por Anagrama en 2020.[22]
- Sed (Soif, 2019). Trad. de Sergi Pàmies, publicada por Anagrama en 2022.
- Los aerostatos (Les aérostats, 2020). Trad. de Sergi Pàmies, publicada por Anagrama en 2024.
- Primera sangre (Premier sang, 2021). Trad. de Sergi Pàmies, publicada por Anagrama en 2023. Premio Prix Renaudot 2021.[23]
- El libro de las hermanas ( Le Livre des sœurs, 2022). Trad. de Sergi Pàmies, publicada por Anagrama en 2025.
- Psychopompe (2023)
- L'impossible retour (2024)
- Japón Eterno, Viaje bajo las flores de un mundo flotante . Amélie Nothomb con Laurine Amanieux (2025) . Trad. de Pilar Gonzalez Rodríguez . Publicada por Editorial Anagrama .

Todas estas novelas han sido publicadas en Francia por la editorial Albin Michel. En español sus obras han sido traducidas por las editoriales Circe y Anagrama.

### Novela corta y relato
- Leyenda quizás un poco china (Légende peut-être un peu chinoise, 1993). Cuento.
- Electra (Électre, 1996). Novela corta de 14 páginas.
- La existencia de Dios (L'Existence de Dieu, 1996). En la revista General (vol. 3). Cuento.
- Simon Wolff (Simon Wolff, 1996). Novela corta de 6 páginas.
- Genealogía de un Grande de España (Généalogie d'un Grand d'Espagne, 1996). Novela corta de 11 páginas.
- El misterio por excelencia (Le Mystère par excellence, 1999). Novela corta de 39 páginas.
- Brillante como una cacerola (Brillant comme une casserole, 1999). Recopilación de 4 cuentos, ilustrados por Kikie Crèvecœur, trad. de Miguel Azaola, publicada por Alfaguara Juvenil en 2009.
  - Leyenda quizás un poco china (Légende peut-être un peu chinoise). Cuento.
  - El holandés ferroviario (Le Hollandais ferroviaire). Cuento.
  - De mejor calidad (De meilleure qualité). Cuento.
  - La existencia de Dios (L'Existence de Dieu). Cuento.
- Aspirina (Aspirine, 2001). Novela corta de 2 páginas.
- Sin nombre (Sans nom, 2001). Novela corta de 64 páginas.
- La entrada de Cristo en Bruselas (L’Entrée du Christ à Bruxelles, 2004). Novela corta de 46 páginas.
- Los champiñones de París (Les Champignons de Paris, 2007). Novela corta 9 episodios
- Les Myrtilles (2011). Novela corta incluida en una edición limitada de Estupor y temblores (Le Livre de Poche)

### Teatro
- Los combustibles (Les Combustibles, 1994)